# دل ایر (کالیفرنیا)
دل ایر (به انگلیسی: Del Aire) یک منطقهٔ مسکونی در ایالات متحده آمریکا است که در شهرستان لس‌آنجلس، کالیفرنیا واقع شده‌است. دل ایر ۲٫۶۲۶ کیلومتر مربع مساحت و ۱۰٬۰۰۱ نفر جمعیت دارد و ۳۱ متر بالاتر از سطح دریا واقع شده‌است.